# Euderus glaucus
Euderus glaucus är en stekelart som beskrevs av Yoshimoto 1971. Euderus glaucus ingår i släktet Euderus och familjen finglanssteklar. Inga underarter finns listade i Catalogue of Life.